# Sojuz TM-17
Sojuz TM-17 je označení ruské kosmické lodi, ve které odstartovala mise ke ruské kosmické stanici Mir. Byla to 17. expedice k Miru.

## Posádka

### Startovali
- Vasilij Ciblijev (1)
- Alexandr Serebrov (4)
- Jean-Pierre Haigneré (1) CNES

### Přistáli
- Vasilij Ciblijev (1)
- Alexandr Serebrov (4)

V závorkách je uveden dosavadní počet letů do vesmíru včetně této mise.